# L'Arche de Noé (Niki de Saint Phalle)
Pour les articles homonymes, voir L'Arche de Noé.
L'Arche de Noé est un ensemble de sculptures monumentales réalisé entre 1990 et 1994 par Niki de Saint Phalle pour le Zoo biblique de Jérusalem à Jérusalem-Ouest. Cette œuvre lui a été commandée par la Fondation Jérusalem. Elle se compose  de 23 animaux géants recouverts de miroirs et de mosaïques  sur lesquels les enfants ont parfois grimpé. Les sculptures animalières sont réunies dans une arche où coule une rivière,.

## Le projet
Lancé peu après l'inauguration du Golem, L'Arche de Noé mettra du temps à voir le jour, en partie à cause des problèmes de santé de Niki dont les poumons ont été rongés par les poussières de polystyrène qu'elle découpait pour ses sculptures, en partie à cause de ses multiples activités artistiques et humanitaires parmi lesquelles on compte le film d'animation réalisé par son fils, Philip Mathews, à la demande de sa mère : AIDS: You C'an't Catch it Holding Hands qui sera présenté la même année au musée des arts décoratifs de Paris. Cette présentation comprend une exposition de dessins de Niki exécutés spécialement pour le film. L'artiste a également écrit une nouvelle version de son livre sur le sujet, qu'elle dédie à Ricardo Menon, son assistant et ami sous le titre Sida : tu ne l'attraperas pas, publié par l'Agence française de lutte contre le sida.
En 1978, Niki a réalisé une maquette du projet en résine de polyester peinte 35,5 × 50,7 × 40,5 cm, collection particulière. Elle représente un bateau rempli d'animaux bizarres, flottant sur les hauteurs d'une vague bleue, avec une passerelle menant à terre, et dans l'eau, des têtes humaines, mains, ou pieds flottants à la surface. L'Arche final sera bien différent.

## La construction
Le projet conçu en 1972 commence à prendre forme en 1994 avec des animaux géants dont L'Ours  qui est à lui seul une cachette, une grotte où l'on peut se réfugier entre ses pattes. Avec la collaboration de Mario Botta, architecte suisse du Tessin, concepteur du musée Tinguely de Bâle, Niki de Saint Phalle, malgré son asthme et sa polyarthrite rhumatoïde, se lance dans l'œuvre de grande envergure qui va devenir une des curiosités du zoo biblique de Jérusalem : L'Arche de Noé.